# Mikko Vikman
Mikko Vikman (* um 1986) ist ein finnischer Badmintonspieler. 

## Karriere
Mikko Vikman wurde 2007 erstmals nationaler Meister in Finnland. Zwei weitere Titelgewinne folgten 2010 und 2011. 2007 siegte er bei den Estonian International im Doppel mit Tuomas Nuorteva.